# Pedro de Araújo
Pedro de Araújo (n ?- m. 1715) foi um compositor e organista português.

## Biografia
Pedro de Araújo (cerca de 1640-1705) foi um organista e compositor português. Trabalhou na Arquidiocese de Braga, havendo registo de ter exercido os cargos de Mestre de Coro, e Professor de Música, no Seminário Conciliar de S. Pedro e S. Paulo em Braga, entre 1662 e 1668, e de segundo organista da Sé Catedral de Braga até 1665. Em 1665, ele assumiu um cargo em Joane (Famalicão), onde trabalhou até, pelo menos, 1704.
Pedro de Araújo tem 13 obras para órgão, e outras seis são-lhe atribuíveis devido a características estilísticas. A sua escrita musical inclui elementos aragoneses, italianos e portugueses. A sua peça mais famosa é a Batalha de 6º tom, que inclui muitos elementos da Batalha de Clément Jannequin. 

## Lista das Obras para Órgão
1- Meio Registo terçado de três tiples
2- Fantasia de 1º Tom ou Fantasia de 2º Tom
3- Fantasia de 4º Tom
4- Fantasia de 8º Tom
5- Batalha de 6º Tom
6- Consonâncias de 1º Tom ou Obra de 1º Tom
7- Obra de Passo Solto de 7º Tom
8- Obra de 2º Tom
9- Obra de 6º Tom 
10- Obra de 8º Tom 
11- Tento de 2º Tom 
12- Obra de 1° Tom por B Quadro ou Obra de 2° Tom por B Quadro
13- Obra de 1° Tom sobre a Salve Regina 

## Discografia
Castro, Ana Mafalda (1995), Música Portuguesa para Tecla: Séculos XVI e XVII, Emi-Valentim de Carvalho Música. Clássicos Portugueses 4, Jornal Público.
Doderer, Gerhard (1994), Os Órgãos da Sé Catedral de Braga, Numérica, NUM 1028.
Hora, Joaquim Simões da (1994), Lusitana Musica, Volume I, Órgãos Históricos Portugueses: Évora, Porto, Emi-Valentim de Carvalho Música.
Hora, Joaquim Simões da (1994), Lusitana Musica, Volume III, Órgãos Históricos Portugueses: Faro, Óbidos, Emi-Valentim de Carvalho Música.
Hora, Joaquim Simões da (1994), Batalhas & Meios Registos, MoviePlay. Fundação Calouste Gulbenkian e Lisboa 94: Capital Europeia da Cultura.
Janeiro, João Paulo (2000), A influência da Música Italiana para Tecla: Na 2ª Metade do Século XVII e 1ª Metade do Século XVIII, MoviePlay Classics.
Vaz, João (2011), El Organista “Portogoes”: Livro de obras de Orgão juntas pella coriosidade do P. P. Fr. Roque da Cõceição, Anno de 1695: Zaragoza, Institucion Fernando El Católico.